# Rites of summer
Rites of summer is het twaalfde album van Spyro Gyra. Saxofonist en muziekproducent Beckenstein leidde de band in zijn eigen Bear Track Studio in Suffern. Er was (weer) een nieuwe bassist, Oscar Cartaya uit Miami verving Vally uit Los Angeles. Het is het eerste album van de band zonder vaste extra percussionist, Manolo Badrena stapte op. Na dit album verliet Fernandez ook (tijdelijk) de band.

## Musici
- Jay Beckenstein: saxofoons, een synthesizer aangedreven door een blaasinstrument
- Tom Schuman: toetsinstrumenten
- Richie Morales: slagwerk
- Oscar Cartaya: basgitaar
- Julio Fernandez: gitaar
- Dave Samuels: vibrafoon, marimba, percussie

## Muziek
| Nr. | Titel                                    | Duur |
| --- | ---------------------------------------- | ---- |
| 1.  | Claire’s dream (Beckenstein)             | 5:39 |
| 2.  | Daddy’s got a new girl now (Beckenstein) | 4:02 |
| 3.  | Limelight (Samuels)                      | 4:27 |
| 4.  | Shanghai gumbo (Fernandez)               | 4:28 |
| 5.  | Innocent soul (Schuman)                  | 4:52 |
| 6.  | No man’s land (Jeremy Wall)              | 5:37 |
| 7.  | Yosemite (Wall)                          | 4:21 |
| 8.  | The archer (Morales)                     | 4:59 |
| 9.  | Captain Karma (Schuman)                  | 5:40 |